# Mount Democrat
Mount Democrat je hora v Park County a Lake County, ve středním Coloradu.
S nadmořskou výškou 4 312 metrů je třetím nejvyšším vrcholem pohoří Mosquito Range a současně náleží do první třicítky nejvyšších hor Colorada. Leží necelé tři kilometry jihovýchodně od nejvyšší hory pohoří Mount Lincoln. Mount Democrat a Mosquito Range jsou součástí jižních Skalnatých hor.